# Blue Ghost (посадочный модуль)
Blue Ghost — лунный посадочный модуль, разработанный для американской программы Commercial Lunar Payload Services компанией Firefly Aerospace. Первый запуск состоялся 15 января 2025 года.

## Характеристики
- масса полезной нагрузки (на Луну): 150 кг
- масса полезной нагрузки (на лунную орбиту): 2700 кг
- высота: 2 м
- диаметр: 3,5 м
- тяга: 1000 Н (главный двигатель)
- мощность: 300 Вт[3]
- топливо: до 1000 кг[4]

## Полёты
| № | Название миссии | Дата запуска   | Статус      |
| - | --------------- | -------------- | ----------- |
| 1 | Blue Ghost M1   | 15 января 2025 | Успех       |
| 2 | Blue Ghost M2   | 2026           | Планируется |
| 3 | Blue Ghost M3   | 2028           | Планируется |